# Vellage
Vellage ist ein Ortsteil der Stadt Weener im ostfriesischen Rheiderland. Im Ort lebten am 31. Dezember 2017 207 Einwohner. Ortsvorsteher ist Andreas Silze.

## Geografie und Geologie
Vellage liegt rund sechs Kilometer von Papenburg entfernt am Rande des Urstromtals der Ems. Der Ort entstand an einer Biegung des Flusses auf der nordöstlichen Seite einer kleinen Geestinsel aus wasserdurchlässigem Mineralboden (Gley-Podsol). Er ist umgeben von Gleyboden.

## Geschichte
Die Anwesenheit von Menschen ist durch zahlreiche Funde seit der Römischen Kaiserzeit belegt. Weitere Relikte werden auf das Mittelalter datiert. Erstmals wurde Vellage um 900 als Veldagi genannt. Aus einem Register des 10. Jahrhunderts ist die Bezeichnung Ueldlagi überliefert. Der Ortsname steht für eine „freie Feldfläche“. Der Ort wurde von Aschendorf aus gegründet und unterstand deshalb zunächst der Jurisdiktion des Bischofs von Osnabrück. Später wurde Vellage dem Rheiderland zugeordnet.
Am 1. Januar 1973 wurde Vellage in die Stadt Weener eingegliedert.

## Sehenswürdigkeiten
Auf einer Warft im Osten des Ortes liegt die Vellager Kirche, eine Backsteinsaalkirche aus dem 13. bis späten 14. Jahrhundert.